# Bakxàndino
Bakxàndino (en rus: Бакшандино) és un poble de l'óblast de Nijni Nóvgorod, a Rússia, segons el cens del 2010 tenia 109 habitants, pertany al municipi de Mediana.